# Grenaderkorpset
Grenaderkorpset var en enhed i den danske hær som eksisterede mellem 1701 og 1763. Korpset blev oprettet 1701 ved en sammenlægning af de hvervede infanteriregimenters grenaderkompagnier. Enheden bestod af 12 kompagnier, hvis størrelse svingede gennem perioden, og var nr to i rangordningen efter Livarden til Fods. Af omkostningsmæssige årsager opløstes Grenaderkorpset i 1763. Mandskabet blev derefter fordelt mellem Livgarden til Fods og det nyoprettede Danske Livregiment.
En grenader var en høj og langlemmet soldat, der kunne kaste langt med en (hånd)granat (fr. grenades). Granaterne var små kugler med krudt i, som skulle antændes via en lunte, inden de blev kastet. Grenadererne bar granaterne i en dertil indrettet taske, som sad fast i et skråbælte. For at have frit sving ved kast gik grenadererne ikke med trekantet hat, men bar en rundpullet hat, hvor der foran sad et bemalet messingskilt. Efterhånden mistede grenadererne i mange hære deres funktion som granatkastere, og mange grenaderkorps blev omdannet til eller indlemmet i garderkorps.

### Fodnoter
1. ↑  Skjold Petersen 2014, s. 304

### Trykte kilder
- Skjold Petersen, Karsten (2014). Kongens klæder : uniformer og udrustning i den danske hær indtil 1816 og den norske hær indtil 1814. København: Historika. ISBN 9788793229006.

| Militær | Spire Denne artikel om militær er en spire som bør udbygges. Du er velkommen til at hjælpe Wikipedia ved at udvide den. |